# Homeisters Loch

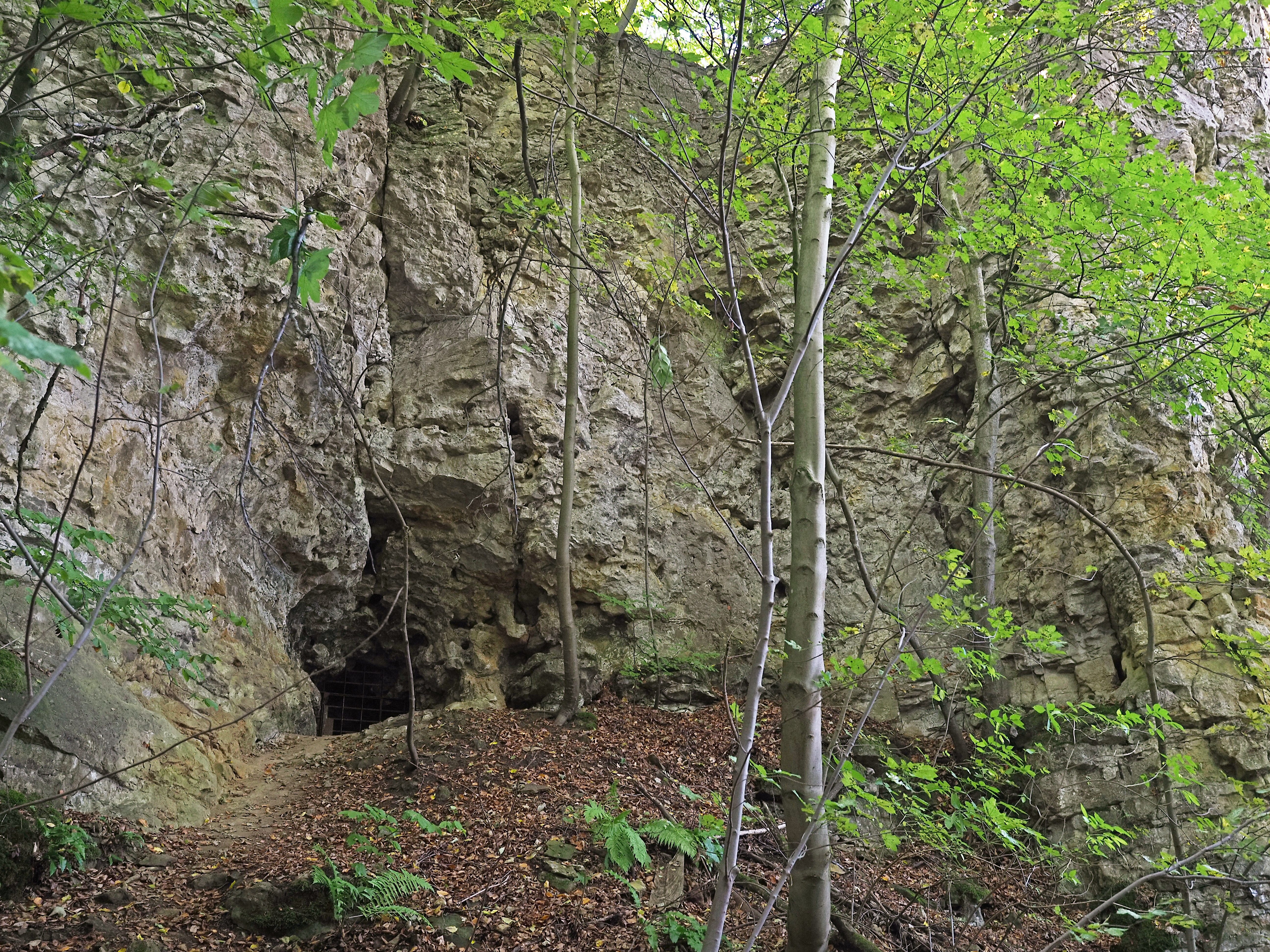
Eingang der Höhle vom Forstweg aus

Homeisters Loch ist eine Tropfsteinhöhle im Kleinen Deister bei Springe.

## Lage und Beschreibung
Der Höhleneingang liegt im Saupark auf einer Höhe von circa 268 m ü. NN in einer nach Nordost offenen Abbruchkante auf dem Kamm des Raher Berges im Kleinen Deister oberhalb des Springer Jagdschlosses und ist von einem Forstweg aus auf einem kurzen, steil ansteigenden Fußweg über die Hangschutthalde erreichbar. Er ist hoch genug, um aufrecht betreten werden zu können; die Höhle ist nach innen abschüssig und verengt sich schon nach wenigen Metern zu schmalen Spalten.
Am Forstweg auf der Höhe des Eingangs stehen zwei Infotafeln zum Höhlensystem des Kleinen Deisters sowie über Fledermäuse.
Die leichte Erreichbarkeit ohne bestehenden Schutz über Jahrhunderte hat keine sehenswerten Tropfsteingebilde bis ins 20. Jahrhundert bestehen lassen, nur an der Höhlendecke sind kleine Sintergebilde zu finden. Insofern ist Homeisters Loch weder touristisch noch wissenschaftlich bedeutsam.

## Geschichte
Die Höhle diente kurz vor Ende des Zweiten Weltkrieges und dem Einmarsch der Alliierten am 7. und 8. April 1945 für Familien aus Springe mit ihren Kindern als Zufluchtsort für die erwarteten Fliegerbomben-Abwürfe und als Schutz vor den schweren Erdkämpfen.
Ende des 20. Jahrhunderts wurde die Höhle mit einem eisernen Gitter verschlossen, um die darin lebenden Fledermäuse vor Störungen durch den Menschen zu schützen.

### Schutzgebiet
2009 wurde ein 111 ha großer Waldbereich um die Abbruchkante herum, in der die Höhle liegt, als FFH-Gebiet Höhlengebiet im Kleinen Deister mit europaweiter Bedeutung unter besonderen Schutz gestellt. Das Schutzgebiet schließt neben den Kalkfelskomplexen auch Schluchtwälder und weitere kleine Höhlen ein, zudem liegen in den umliegenden Buchenwäldern schutzwürdige Quellbereiche.

## Archivalien
Archivalien zu Homeisters Loch finden sich beispielsweise
- im Postkarten- und Bildarchiv des Museums auf dem Burghof[1]